# 音声処理
音声処理（おんせいしょり、英: speech processing）または音声情報処理とは、音声信号を分析して何らかの情報を表す種々の特徴パラメータを取り出し、それに基づいて合成や認識などを行うことである。主な分野としては、音声を音響特徴量へ変換する音声分析、音声から言語情報を取り出す音声認識、話者情報を取り出す話者認識、音響・言語特徴量から音声を作り出す音声合成、音声信号を圧縮して記憶・伝送する圧縮・符号化などがある。